# Степан Заброварний
Степан Заброварний (20 вересня 1929, с. Станіславчик — 12 жовтня 2023, м. Перемишль) — польський економіст та історик українського походження. Доктор історії (1970), габілітований доктор економіки (1981), професор (1993).

## Біографія
Народився в с. Станіславчик Перемишльського повіту (Польща). 1955 року закінчив Вищу економічну школу в Щецині (Польща) й до 1957 року працював у ній асистентом. У 1957—1966 роках працював на підприємствах, 1966—1970 — у середній школі. Від 1970 року — на науковій роботі.
Автор багатьох праць з економіки та історії; брав участь у міжнародних наукових конференціях. Організатор 3-х міжнародних конференцій у Щецині і Перемишлі. На Щецинському радіо був редактором передач Українського суспільно-культурного товариства і Об'єднання українців у Польщі (ОУП), редагував також «Український альманах». Член головної управи ОУП (з 1990), член управи Українського вчительського товариства в Польщі, голова ревізійної комісії Польського українознавчого товариства (з 1990), був заступником голови Головної Ради ОУП, головою комісії національної пам'яті (з 1992), заступником голови Наукового товариства імені Шевченка у Польщі (з 1993).